# 신종민
신종민(2000년 10월 4일 ~)은 대한민국의 전직 카트라이더 프로게이머이다.

## 선수 시절
2019년 1월 5일, 커리어를 시작했다.
2019년 3월 23일, OZ 게이밍에 입단했다. 2019-2 시즌 팀전 6위, 개인전 9위를 기록했다. 이후 팀에서 퇴단했다.
2020시즌을 앞두고 휠즈에 입단했다. 2020-1 시즌 팀전 5위, 개인전 7위를 기록했다. 이후 팀이 해체되었다.
2020년 7월 10일, 성남 ROX에 입단했다. 2020-2 시즌 팀전 준우승, 개인전 17위를 달성했다.
2021시즌을 앞두고 ROX와 재계약을 체결했다. 2021-1 시즌 팀전 3위, 개인전 13위를 달성했다. 2021-2 시즌 팀전 5위, 개인전 19위를 기록했다. 이후 팀에서 퇴단했다.
2021년 11월 13일, 수퍼컵 시즌은 소속팀없이 개인전에 참가했다. 2021 수퍼컵 시즌 개인전 11위를 기록했다.
2022년 1월 10일, 군 입대로 인한 잠정 휴식 의사를 천명했다.

## 소속팀
| # | 팀명      | 소속 기간               | 소속 리그 | 비고 |
| - | --------- | ----------------------- | --------- | ---- |
| 1 | 긱스타    | 2019.01.05 ~ 2019.03.23 | KRL       |      |
| 2 | OZ 게이밍 | 2019.03.23 ~ 2019.11.24 | KRL       |      |
| 3 | 휠즈      | 2020.01.04 ~ 2020.02.22 | KRL       |      |
| 4 | 성남 ROX  | 2020.07.10 ~ 2021.10.12 | KRL       |      |

## 수상 내역
- 2020 SKT 5GX JUMP 카트라이더 리그 시즌 2 팀전 준우승
- 2021 신한은행 헤이영 카트라이더 리그 시즌 1 팀전 3위